# Giulio Sarrocchi
Giulio Sarrocchi (Roma, 24 de mayo de 1887-Roma, 18 de julio de 1971) fue un deportista italiano que compitió en esgrima, especialista en la modalidad de sable. Participó en dos Juegos Olímpicos de Verano en los años 1924 y 1928, obteniendo dos medallas, oro en París 1924 y plata en Ámsterdam 1928.

## Palmarés internacional
| Juegos Olímpicos | Juegos Olímpicos         | Juegos Olímpicos | Juegos Olímpicos  |
| Año              | Lugar                    | Medalla          | Prueba            |
| ---------------- | ------------------------ | ---------------- | ----------------- |
| 1924             | París (Francia)          | Medalla de oro   | Sable por equipos |
| 1928             | Ámsterdam (Países Bajos) | Medalla de plata | Sable por equipos |